# Consiliul Atlanticului de Nord
Consiliul Atlanticului de Nord este principalul organ decizional al Organizației Tratatului Atlanticului de Nord (NATO), fiind format din reprezentanți permanenți ai statelor membre. A fost înființat conform articolului 9 din Tratatul Atlanticului de Nord, fiind singurul organ al NATO care este menționat în mod explicit în Tratat.

## Îndatoriri
Consiliul Atlanticului de Nord are, conform Tratatului, puterea de a crea noi organe subsidiare pentru diverse funcții, incluzând un comitet de apărare pentru implementarea altor părți din Tratat (concretizat prin Comitetul Militar al NATO).